# 원폭 돔
원폭 돔(일본어: 原爆ドーム 겐바쿠도무[*])은 본래 1915년에 건설된 일본 히로시마시의 상업전시관으로, 1945년 8월 6일 제2차 세계 대전 중 미국이 히로시마에 투하한 원자폭탄의 피해로 반파되고 남아있는 전쟁유적 중 하나이며 1996년 유네스코 세계문화유산으로 지정되었다.

## 위치
주소는 일본 히로시마현 히로시마시 나카구 오테 정 1정목 10이다. 서쪽에는 원자폭탄투하의 목표였다는 아이오이 다리가 놓여있다. 남쪽으로는 모토야스 강에 인접해있는 히로시마 평화기념공원이 펼쳐져 있다. 동쪽으로 약 200m쯤 떨어진 곳에 폭심지인 히로시마 병원이 있다.
대중교통을 이용할 경우 시내 노면 전차를 타고 원폭 돔 앞 역에서 내리거나, 버스로 시민구장 앞 정류장에서 내리면 된다.

## 연혁

### 준공에서 전시까지

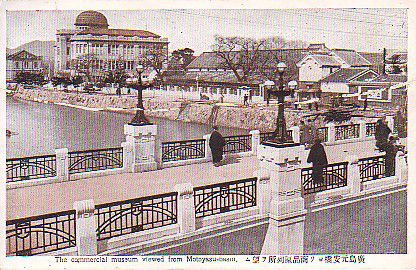
히로시마 현 상품진열소 (1921년에서 1933년 사이 경)

현재 원폭 돔의 명칭으로 알려진 폐건물은 원래 지상 3층, 지하 1층의 벽돌로 지어졌으며, 건물 중앙에는 돔 지붕을 둔 지상 25m 높이의 건물이다.
1915년 4월 5일 준공하여 같은 해 8월 5일 히로시마 현 물산진열관으로 개관하였다. 건물은 체코 건축가 얀 레첼이 설계한 바로크 양식의 건물로 빈 분리파 풍으로 세부 장식을 했다. 1919년 개최된 독일 작품 전시회에서는 제과업자 캄 유하임 이 일본에서 처음 바움쿠헨을 제조판매한 것으로도 알려져 있다.
그 후 1921년 히로시마 현 상품진열소로 되었고, 같은 해에는 제4회 전국 과자 대박람회의 회장으로 사용되었다. 1933년 히로시마 현 산업장려관으로 개칭했다. 이 시기를 전후하여 활발히 미술전을 개최하여 히로시마에 있어 미술 보급에 큰 영향을 끼쳤다. 그러나, 1944년 이후, 산업장려관의 업무는 중지되었고, 내무성 주고쿠 시코쿠 토목사무소, 히로시마 현 지방 목재주식회사, 일본 목재 히로시마 지사등, 행정 기관 및 통제조합 사무소로 사용되었다.

### 피폭시 상황
원자폭탄 리틀 보이가 투하된 시각은 1945년 8월 6일 오전 8시 15분이었다. 폭발 지점은 원폭 돔의 남동쪽 상공 약 600m 지점이었다.
원자폭탄의 폭발 직후 건물은 0.2초 동안 고열에 노출되었고, 0.8초 후에는 폭발의 충격파에 의한 폭풍을 맞았다. 폭풍을 맞은 뒤 1초 정도가 지나기 전에 건물은 순식간에 붕괴한 것으로 추정된다. 3층 건물의 대부분이 완파되었지만, 중앙의 돔 부분은 완파를 면하고, 외벽을 중심으로 건물 일부가 남았다. 폭발의 충격파는 동남동쪽에 있었던 폭심지로부터 건물 쪽으로 전파되었고, 이것이 건물의 방향과 평행하게 놓여 있었기 때문에 완파까지는 가지 않았다고 추정된다. 또한 건물에 창이 많았고, 돔 부분의 지붕의 재료였던 동판이 열에 의해 녹아 뼈대만 남아 있었던 것도 후폭풍의 위력을 감소시킨 요인이라고 생각된다.
폭발 당시 건물 안에 있던 직원 등의 약 30명은 열과 폭풍에 의해 즉사한 것으로 추정된다. 다만, 원폭 돔에서의 사망자 수는 원폭 투하 당시에 근무했던 직원 명부 등의 자료로부터 간접적으로 산출된 수치이며, 같은 시간에 방문한 직원 외의 사망자는 완전한 추정치이므로 실제 사망자 수가 몇 명인지는 정확히 알 수 없다. 상업전시관에 근무하던 직원 중 유일한 생존자는 현지방 목재회사의 직원으로 전날 숙직했다가 원자폭탄이 폭발하기 직전 귀가한 숙직자 한 명뿐이다.
그 후, 잠시 동안 창틀 등이 불타지 않고 남아있었지만, 곧 가연물에 불이 붙어 산업장려관은 전소하였고, 벽돌과 철골 등만 남게 되었다.

### 보존
원폭 돔은 원자폭탄의 참상을 나타내는 상징으로 알려져 있지만, 한편으로는 비참한 전쟁을 떠오르게 한다며 철거해야 한다는 의견도 있어 존폐의 여부가 논의되어 왔었다. 히로시마 시는 경제적 부담 등을 이유로 원폭 돔의 보존에는 소극적이었다. 그러나, 1960년 평화운동가 가와모토 이치로를 중심으로 원폭 돔의 보존을 요구하는 운동이 일어났다. 이 운동의 주동자인 가와모토 이치로는 피폭 휴유증의 일종인 급성백혈병으로 죽은 여고생의 일기를 읽고 감동을 받았다고 한다. 1966년 히로시마 시의회가 영구보존을 결의하였고, 그 후 풍화를 막기 위해 정기적으로 보수공사를 하게 되었다. 1995년 사적으로 지정되었고, 더욱이 다음해인 1996년 12월 5일 유네스코 세계유산으로의 등록이 결정되었다. 최근에는 중국인,한국인 관광객이 출입금지구역에 들어가 낙서를 하는 등 문제가 되고 있다.
또, 2004년 이후, 원폭 돔의 보존방침을 검토하기 위해 《평화기념시설 유지를 위한 간담회》를 개최하였고, 박물관으로 이설하거나, 지붕을 다는 방법 등이 논의되었지만, 2006년에 앞으로도 원상태 그대로 보존하는 방침으로 정해졌다.

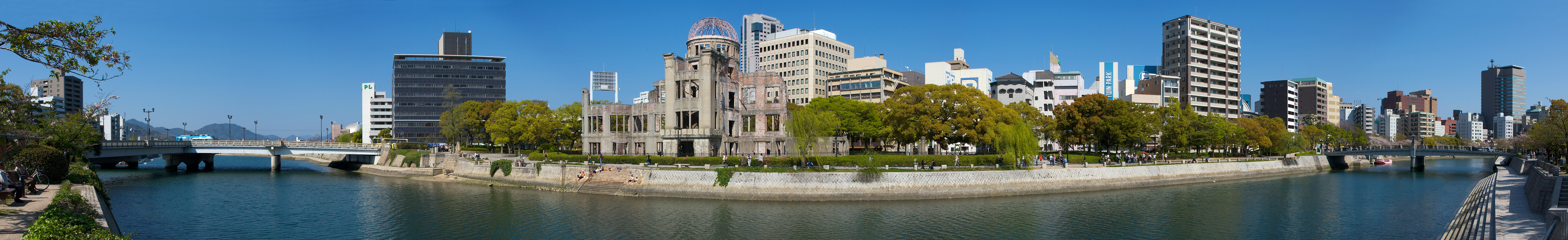
히로시마 평화기념공원에서 본 원폭 돔 180도 파노라마

## 세계유산으로의 등록

### 경위
원폭 돔의 등록심의는 1996년 개최된 세계유산 심사위원회에서 검토하였다. 이때, 미국은 원폭 돔의 등록에 강력히 반대하였고, 조사보고서에 있던 세계에서 처음 사용된 핵무기라는 문구를 지워버렸다. 또한, 중국도 일본이 전쟁에 대한 반성 의지가 없다는 점을 문제삼아 기권하였다.

### 등록 기준
원폭 돔의 등록 요건은 등록기준 6항에 해당된다.
- (6) 역사적 중요성이나 함축성이 현저한 사상이나 신념, 사진이나 인물과 가장 중요한 연관이 있는 것.

## 문제

### 보존
파괴되었던 당시의 형태가 그대로 보존되어 있는 건조물이다. 단, 붕괴나 낙하물의 우려가 있는 몇 곳은 보존공사 때 제거하였다. 정기적인 보수작업을 실시하고 있지만, 해마다 풍화작용이 진행되고 있는 곳도 있어, 보존하는 데 애를 먹고 있다.
또, 지진이 잦은 일본의 지리적 특징 때문에 내진성을 고려한 보수작업을 실시하고 있다. 그러나, 어디까지나 이론상의 수치를 토대로 한 내진공사밖에 하지 않아, 지진에 따른 붕괴의 위험성을 항시 존재한다. 2001년 3월 24일에 일어난 게이요 지진 때 히로시마 시는 진도 5강이었지만, 눈에 띄는 피해는 없었다.

### 위험에 처한 세계유산으로의 등록문제

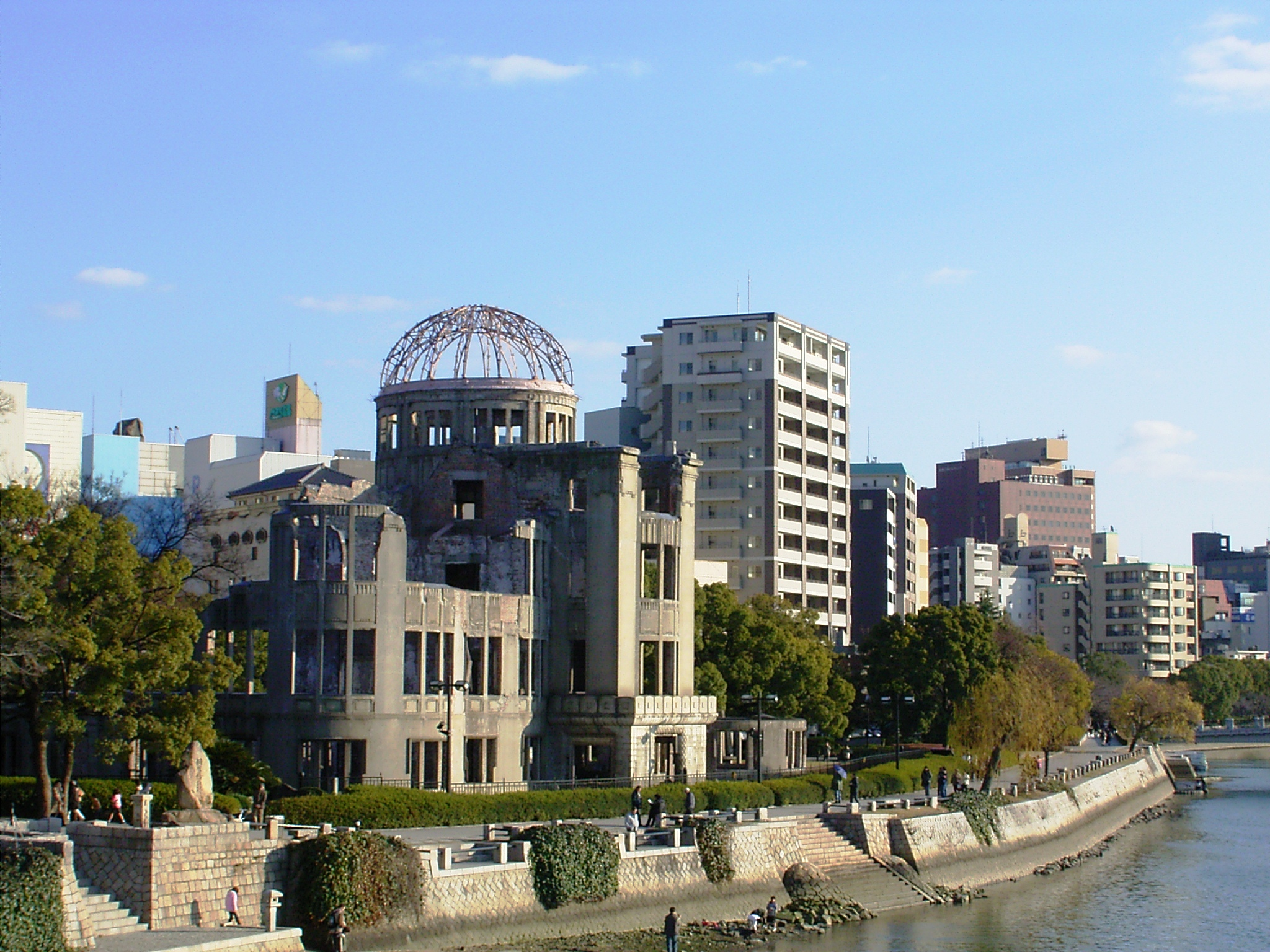
원폭 돔과 주변 아파트

2006년 주변 완충지대에 고층 아파트 건설이 진행되어 주변경관을 훼손하고 있다. 일례로 같은 경관문제로 위험에 처한 세계유산으로 등록된 쾰른 대성당이 있어 이와 같이 등재되지 않을까하는 우려도 있다. 단, 쾰른 대성당의 경우, 2006년 위험에 처한 세계유산에서 제외되었다. 그러나, 원폭 돔은 전쟁의 상흔을 간직한 유산이고, 원폭 돔의 존재가 도시발전을 저해하고 있어, 오히려 주객이 전도되었다는 목소리도 있다.

### 히로시마 전철의 연선안내를 둘러싼 마찰
2007년 7월 28일 보도에 따르면, 히로시마 시내의 노선전철을 운영하는 히로시마 전철이 동사 전철내에 연선안내에 원폭 돔과 이쓰쿠시마 신사를 소개하였다. 하지만, 히로시마가 자랑하는 세계유산이란 문구가 문제가 되어 이용자와 피폭자들로부터 항의를 받게 되었다. 동사에서는 “원폭의 참상을 후세에 알리려는 취지였지만, 오해를 초래했다”고 해명했지만, 피폭자들은 “같은 세계유산이라도 원폭 돔과 이쓰쿠시마 신사와는 질이 다르고, 일괄되게 자랑하다라는 표현은 폭력행위”라고 비판했다.

## 참고 문헌
- 朝日新聞 広島支局 『原爆ドーム』 朝日文庫、1998年 ISBN 4-02-261235-5
- 山下和也・井手三千男・叶真幹 『ヒロシマをさがそう：原爆を見た建物』 西田書店、2006年 ISBN 4-88866-434-X

## 같이 보기
- 히로시마 평화기념공원
- 하마이 신조
- 나가사키시
- 기타큐슈시
- 제2차 세계대전
- 원자폭탄